# Црногорски ПЕН центар
Црногорски ПЕН центар је национални огранак Међународног ПЕН-а у Црној Гори . Основана је 1990. године, када се завршавала једнопартијска комунистичка власт у другој Југославији.
Центар је радио на промоцији употребе црногорског књижевног стандарда српскохрватског. ПЕН је објавио Црногорски правопис Војислава Никчевића 1997. године.